# Cunninghamia konishii
Cunninghamia konishii  es una especie de pino en la familia de las Cupressaceae.

## Descripción
Árbol originario del centro y sur de China, Taiwán, Vietnam, laos. Tiene una gran capacidad para rebrotar de cepa, la madera es de buena calidad.
Esta especie de árbol no es hermafrodita, por lo tanto se puede diferenciar el sexo de cada uno según sus conos.

## Taxonomía
Cunninghamia konishii fue descrita por (Lamb.) Hook. y publicado en The Gardeners' Chronicle, ser. 3 43: 194. 1908.
sinonimia
- Cunninghamia kawakamii Hayata
- Cunninghamia lanceolata var. konishii (Hayata) Fujita	[3]